# Elezioni generali a Vanuatu del 2025
Le elezioni generali a Vanuatu del 2025 si sono tenute il 16 gennaio per il rinnovo del Parlamento di Vanuatu, l’organo legislativo del paese.
Esse sono state indette in anticipo rispetto scadenza naturale della legislatura, prevista per il 2026, al fine di evitare una programmata mozione di sfiducia contro il Primo ministro in carica, Charlot Salwai. Originariamente previste per il 14 gennaio, esse sono state posticipate di due giorni in seguito alle problematiche logistiche e pratiche sorte in seguito al terremoto che ha colpito il paese l’anno precedente.
Le elezioni, concentratesi principalmente attorno alla questione della ricostruzione dopo il terremoto dell’anno precedente e sui lavori già in corso dal precedente passaggio di alcuni cicloni tropicali, nonché attorno al rilancio del paese dopo il rischio di bancarotta del settore aereo locale e di un periodo di instabilità politica, hanno visto, uno scenario pressoché stabile, sebbene con alcuni interessanti eventi degni di nota. Sicuramente, la vittoria relativa del Partito dei Dirigenti (LP), giunto primo con 9 seggi, ha dato un impulso ideologico al mondo politico locale che, pur rimasto pressoché invariato nei principali partiti (il Vanua'aku Pati (VP) è giunto secondo con 7 seggi e l’Unione dei Partiti Moderati (UMP) terza con 6 seggi), ha comunque dovuto prendere atto della mutata situazione parlamentare. In tale contesto, infine, l’evento più rilevante è stato l’arretramento consistente del Partito Unito Nazionale (NUP) che, giunto ad un solo seggio, ha permesso a partiti minori e più marginali di colmare il vuoto generatosi, aumentando così in modo significativo la propria rappresentanza in Parlamento.

## Sistema elettorale
Per le elezioni parlamentari, la legge elettorale vanuatiana prevede l’applicazione di un sistema elettorale misto. Nello specifico:
- 44 seggi sono eletti secondo il voto singolo non trasferibile all’interno 10 collegi plurinominali;
- I restanti 8 seggi sono invece eletti secondo il sistema maggioritario secco in altrettanti collegi uninominali.[3]

## Risultati
| Unione dei Partiti Moderati (OUR)                    | 22 663  | 15,51 | 6  |  |  |  |
| Vanua'aku Pati (VP)                                  | 21 473  | 14,70 | 7  |  |  |  |
| Movimento di Riunificazione per il Cambiamento (RMC) | 46 662  | 31,93 | 5  |  |  |  |
| Partito dei Dirigenti (LPV)                          | 16 183  | 11,07 | 9  |  |  |  |
| Partito della Terra e della Giustizia (LJP)          | 9 666   | 6,61  | 5  |  |  |  |
| Gruppo Iauko (IG)                                    | 9 383   | 6,42  | 6  |  |  |  |
| Partito dello Sviluppo Rurale (RDP)                  | 8 069   | 5,52  | 6  |  |  |  |
| Partito Nazionale Unito (NUP)                        | 3 578   | 2,45  | 1  |  |  |  |
| Partito Laverwo (LP)                                 | 3 499   | 2,39  | 1  |  |  |  |
| Nagriamel (N)                                        | 3 102   | 2,12  | 1  |  |  |  |
| Confederazione Verde (GC)                            | 2 606   | 1,78  | 1  |  |  |  |
| Partito dell’Amministrazione Tradizionale (TGP)      | 2 373   | 1,62  | —  |  |  |  |
| Partito Progressista dello Sviluppo (VPDP)           | 2 281   | 1,56  | 1  |  |  |  |
| Altri (<1,30%)                                       | 10 683  | 7,31  | 2  |  |  |  |
| Indipendenti (IND)                                   | 13 445  | 9,20  | 1  |  |  |  |
| Totale                                               | 146 123 | 100   | 52 |  |  |  |
|                                                      |         |       |    |  |  |  |
| Voti non validi                                      | 508     | 0,35  |    |  |  |  |
| Votanti                                              | 146 631 | 69,09 |    |  |  |  |
| Elettori                                             | 212 245 |       |    |  |  |  |